# Drakkar Klose
Drakkar Don Klose (Kalamazoo, 9 de março de 1988) é um lutador norte-americano de artes marciais mistas (MMA). Ele compete na divisão peso-leve e, atualmente, possui contrato com o Ultimate Fighting Championship.

## Carreira no MMA

### Começo da carreira
Nascido e criado no Oeste de Michigan, Klose teve uma carreira de wrestling de destaque no South Haven High School, ganhando um campeonato estadual em 2005. Ele continuou sua carreira no North Idaho College, antes de se mudar para o Arizona, com a esperança de aprimorar sua carreira nas artes marciais mistas.
Antes de ingressar no UFC, Klose acumulou um cartel de 7 vitórias e 1 empate, em organizações como Resurrection Fighting Alliance e World Fighting Federation.
Klose assinou com o UFC no final de 2016.

### Ultimate Fighting Championship
Klose fez sua estreia na promoção em 15 de janeiro de 2017, no UFC Fight Night: Rodríguez vs. Penn, contra o também recém-chegado, Devin Powell. Ele ganhou a luta por decisão unânime.
Klose enfrentou Marc Diakiese, em 7 de julho de 2017, no The Ultimate Fighter 25 Finale. Ele ganhou a luta por decisão dividida, depois de abalar seu oponente com chutes na perna, no primeiro e segundo round.

## Cartel no MMA
| Cartel no MMA   |             |            |
| 16 lutas        | 13 vitórias | 2 derrotas |
| Por nocaute     | 5           | 1          |
| Por finalização | 0           | 0          |
| Por decisão     | 8           | 1          |
| Empates         | 1           | 1          |

| Res.    | Cartel | Oponente         | Método                  | Evento                                  | Data       | Round | Tempo | Local                            | Notas                 |
| ------- | ------ | ---------------- | ----------------------- | --------------------------------------- | ---------- | ----- | ----- | -------------------------------- | --------------------- |
| Vitória | 13-2-1 | Rafa Garcia      | Decisão (unânime)       | UFC 277: Peña vs. Nunes 2               | 30/07/2022 | 3     | 5:00  | Dallas, Texas                    |                       |
| Vitória | 12–2–1 | Brandon Jenkins  | Nocaute técnico (socos) | UFC on ESPN: Luque vs. Muhammad 2       | 16/04/2022 | 2     | 0:33  | Las Vegas, Nevada, United States | Performance da Noite. |
| Derrota | 11-2-1 | Beneil Dariush   | Nocaute (soco)          | UFC 248: Adesanya vs. Romero            | 07/03/2020 | 2     | 1:00  | Las Vegas, Nevada                |                       |
| Vitória | 11-1-1 | Christos Giagos  | Decisão (unânime)       | UFC 241: Cormier vs. Miocic 2           | 17/08/2019 | 3     | 5:00  | Anaheim, Califórnia              |                       |
| Vitória | 10-1-1 | Bobby Green      | Decisão (unânime)       | UFC on Fox: Lee vs. Iaquinta II         | 15/12/2018 | 3     | 5:00  | Milwaukee, Wisconsin             |                       |
| Vitória | 9-1-1  | Lando Vannata    | Decisão (unânime)       | UFC 226: Miocic vs. Cormier             | 07/07/2018 | 3     | 5:00  | Las Vegas, Nevada                |                       |
| Derrota | 8-1-1  | David Teymur     | Decisão (unânime)       | UFC 218: Holloway vs. Aldo II           | 02/12/2017 | 3     | 5:00  | Detroit, Michigan                |                       |
| Vitória | 8-0-1  | Marc Diakiese    | Decisão (dividida)      | The Ultimate Fighter: Redemption Finale | 07/07/2017 | 3     | 5:00  | Las Vegas, Nevada                |                       |
| Vitória | 7-0-1  | Devin Powell     | Decisão (unânime)       | UFC Fight Night: Rodríguez vs. Penn     | 15/01/2017 | 3     | 5:00  | Phoenix, Arizona                 |                       |
| Vitória | 6-0-1  | Hugh Pulley      | Decisão (unânime)       | RFA 44                                  | 30/09/2016 | 3     | 5:00  | St. Charles, Missouri            |                       |
| Empate  | 5-0-1  | Joshua Avales    | Empate (dividido)       | Tachi Palace Fights 26                  | 18/02/2016 | 3     | 5:00  | Lemoore, California              |                       |
| Vitória | 5-0    | Alejandro Garcia | Nocaute Técnico (socos) | World Fighting Federation 23            | 22/08/2015 | 2     | 4:08  | Chandler, Arizona                |                       |
| Vitória | 4-0    | Gabe Rodriguez   | Nocaute Técnico (socos) | Rage in the Cage 178                    | 06/06/2015 | 1     | 0:31  | Prescott Valley, Arizona         |                       |
| Vitória | 3-0    | Preston Harris   | Decisão (unânime)       | Rage in the Cage 176                    | 07/03/2015 | 3     | 5:00  | Phoenix, Arizona                 |                       |
| Vitória | 2-0    | Jeff Fletcher    | Nocaute Técnico (socos) | World Fighting Federation 17            | 22/11/2014 | 2     | 3:43  | Chandler, Arizona                |                       |
| Vitória | 1-0    | Nolan McLaughlin | Nocaute Técnico (socos) | Duel for Domination 7                   | 05/04/2014 | 1     | 3:10  | Mesa, Arizona                    |                       |